# Solange
Ina Mihalache, també anomenada Solange, (Mont-real, 14 de maig de 1985) és una actriu i artista plàstica, muntadora i realitzadora de vídeos canadenca, i instal·lada a França des de 2004.
Filla de la quebequesa Doris Duguay i del romanès Dumitru Mihalache, emigrant al Canadà fugint del règim de Nicolae Ceaușescu durant la dictadura. A l'edat de deu anys, Mihalache va prendre la decisió de perdre voluntàriament el seu accent quebequès per adoptar l'accent «a la francesa» que sentia a la ràdio o en cadenes de televisió francòfones com TV5. Com ella explica, es tractava d'una "elecció estètica", fet que alimenta una controvèrsia al seu país natal.
Arribada a París el 2004, a l'edat de 19 anys, va entrar al Cours Florent on va ser admesa a la Classe Libre, i va ser alumna de Jean-Pierre Garnier i d'Olivier L. Brunet.
Va ser descoberta per primera vegada per Mathieu Amalric en un curtmetratge destinat als Talents Cannes de l'Adami el 2007, Deux cages sans oiseaux. En general, Mihalache es dedica a la producció d'obres de caràcter atípic, n'és un exemple la trilogia Réussites/Patiences, en la qual aborda temes com la inadaptació, l'aïllament, l'ociositat i la nuesa del cos en l'espai públic. Col·labora també amb la televisió francesa com a muntadora i operadora de càmera.
Al novembre de 2011, va crear el blog Solange te parle, una recopilació de càpsules de vídeo sobre temes diversos, sovint vinculats a les seves reflexions, en la línia de Norman Thavaud. Solange proporciona consells còmics i teatrals per resoldre problemes quotidians, així com incita a l'espectador a reflexionar sobre fets absurds, a partir dels seus raonaments de caràcter patafísic que evoquen la Minute nécessaire de monsieur Cyclopède de Pierre Desproges i Jean-Louis Fournier, o certes experiències conceptuals de l'artista americà John Baldessari.
Mihalache va interpretar el personatge de Sasha Maréchal en un documental de France 3 emès el 16 d'abril de 2012, titulat EtrangesAffaires.com: l'affaire des vedettes de Cherbourg al costat del periodista Patrick Pesnot (que interpreta el seu propi rol en la pel·lícula), i és també presentadora del programa setmanal Rendez-vous avec X del canal France Inter.
D'altra banda, Mihalache col·labora amb Radio France des del juliol de 2012, amb una sèrie de 54 càpsules diàries: «Solange lit tous tes tweets». Cada càpsula es constitueix de diversos tweets seleccionats segons una temàtica particular (la pell, el mes d'agost, els nens, l'homosexualitat, els jocs olímpics, etc.) a la xarxa social Twitter. Cada dissabte d'estiu, una de les càpsules s'emet pel canal France Inter al programa Antibuzz presentat per Thomas Baumgartner.
Al febrer de 2013, va tornar amb la sèrie diària Solange dans le bus de la qual s'emet un episodi cada dimarts a les 9:50h al programa de Pascale Clark Comme on nous parle del canal France Inter.
Una altra sèrie, Solange pénètre ta vie intime, elaborada a partir de testimonis de dones que confien les seves preguntes a Solange, va aparèixer al lloc web Mouv el 14 de febrer de 2013, el dia de Sant Valentí, i va ser emès diàriament fins al juny de 2013. La sèrie es va reprendre el gener de 2014, juntament amb una emissió diària per televisió.
Entre el 2013 i el 2014, va realitzar el seu primer llargmetratge: Solange et les vivants, produït gràcies a un finançament participatiu.
La revista Les Inrockuptibles li va dedicar un "Portrait de nuit" (Retrat de nit) al novembre del mateix any.
Pel que fa al teatre, va interpretar el rol principal a l'espectacle per al públic jove "Virginia Wolf" posat en escena per Nathalie Bensard i adaptat de l'àlbum homònim de Kyo Maclear i Isabelle Arsenault.

## Treballs
Teatre
- 2014-2015: Virginia Wolf, espectacle destinat als adolescents de Nathalie Bensard d'acord amb l'àlbum de Kyo Maclear i Isabelle Arsenault, amb Marie Craipeau. Mihalache interpretava el paper principal.

Filmografia
- 2007: Deux cages sans oiseaux de Mathieu Amalric.
- 2007: Tu peux ne pas du tout penser à moi, codirigit amb Olivier L. Brunet.
- 2008: Grossesses et Macarons d'Anne Flandrin.
- 2008: Signes de l'espérance, muntatge per France 2.
- 2009: Les Silences de Maurice Zundel, muntatge i veu en off, per France 2.
- 2010: Ultreïa!, muntatge i veu en off, per France 2.
- 2011: La Beauté du geste, muntatge per France 3.
- 2011: EtrangesAffaires.com: L'affaire des vedettes de Cherbourg, rol principal de Sasha Maréchal, per France 3.
- 2012: EtrangesAffaires.com: L'affaire des missiles Exocet, Malouines 1982, rol principal de Sasha Maréchal, per France 3.
- 2015: Solange et les vivants, rol principal de Solange i realització.

Peces de vídeo
- 2010-: Réussites/Patiences, performance / tríptic de vídeo de 8 hores, posada en escena per dues actrius a temps real.
- 2011-?: Solange te parle, sèrie de vídeos per Internet.

Peces d'àudio
- 2012: Solange lit tous tes tweets, sèrie de 54 càpsules sonores per France Inter i el programa Antibuzz de Thomas Baumgartner.
- 2013: Solange dans le bus, sèrie de càpsules sonores per France Inter i el programa Comme on nous parle de Pascale Clark.
- 2013-2014: Solange pénètre ta vie intime, sèrie de càpsules sonores per le Mouv'.